# Quartiersgarage
Quartiersgaragen sind Parkhäuser oder Tiefgaragen, die auf die Bewohner des umgebenden Stadtbereichs (Quartier) und ihre Stellplatznachfrage ausgerichtet sind. Sie bieten den Bewohnern Parkmöglichkeiten für Kraftfahrzeuge, Fahrräder und sonstige Fahrzeuge, und bieten häufig auch darüber hinaus alternative Verkehrsangebote wie Car-Sharing. In der Regel sind sie für die Bewohner des umgebenden Stadtbereichs fußläufig oder mit anderen Formen der Nahmobilität zu erreichen.

## Charakterisierung
Als Teil eines Mobilitätskonzepts können sie dazu beitragen, den öffentlichen Raum vom ruhenden Verkehr zu entlasten oder das Quartier insgesamt frei von PKW-Verkehr zu halten sowie alternative Mobilitätslösungen für die Menschen im Quartier zu ermöglichen.
Oft dienen Quartiersgaragen im Bestandsquartieren der teilweisen Kompensation von entfallenen PKW-Stellplätzen im öffentlichen Raum, die für Zwecke der Nahmobilität (z. B. Einrichtung von Radverkehrsanlagen, Verbreiterung von Gehwegen) oder der Steigerung der Aufenthaltsqualität (z. B. zur Schaffung von Plätzen, Begrünung und Begegnungsflächen) umgenutzt werden; es wird also im Sinne der Mobilitätswende die Lebens- und Aufenthaltsqualität des öffentlichen Raums verbessert.
Quartiersgaragen können ein- oder mehrgeschossig oder als Tiefgarage errichtet sein. Für die Nutzung der Stellplätze wird meist ein nach örtlichen Umständen angemessenes Entgelt erhoben.
Gegenüber anderen Garagen im öffentlichen Raum zeichnen Quartiersgaragen sich dadurch aus, dass sie auf dauerhaftes Parken durch feste Nutzer ausgelegt sind. 